# Movimiento de los Santos de los Últimos Días
El Movimiento de los Santos de los Últimos Días, también conocido como mormonismo, es un movimiento religioso conformado por un grupo de iglesias cristianas que trazan su origen hasta la llamada Iglesia de Cristo, fundada por el estadounidense Joseph Smith en 1830.
Las principales denominaciones del movimiento son La Iglesia de Jesucristo de los Santos de los Últimos Días (también conocida como iglesia mormona o iglesia SUD), la Iglesia fundamentalista de Jesucristo de los Santos de los Últimos Días, la Comunidad de Cristo, la Iglesia de Cristo (Terreno del Templo) y la Iglesia de Cristo (Bickertonita). En conjunto, estas iglesias tienen más de 16 millones de miembros, aunque alrededor del 98 % pertenecen a La Iglesia de Jesucristo de los Santos de los Últimos Días (Iglesia SUD). La teología predominante de las iglesias del movimiento es el mormonismo, que se ve a sí mismo como una restauración de la iglesia cristiana primitiva con revelaciones adicionales.
Una minoría de fieles del movimiento de los Santos de los Últimos Días, tales como los miembros de la Comunidad de Cristo, han sido influenciados por la teología protestante, aunque mantienen ciertas creencias y prácticas distintivas, como la creencia en la revelación continua, un canon abierto de las escrituras y la construcción de templos. Otros grupos incluyen la Iglesia Remanente de Jesucristo de los Santos de los Últimos Días, que apoya la sucesión lineal del liderazgo de los descendientes de Smith, y la más controvertida Iglesia fundamentalista de Jesucristo de los Santos de los Últimos Días, que defiende la práctica de la poligamia.

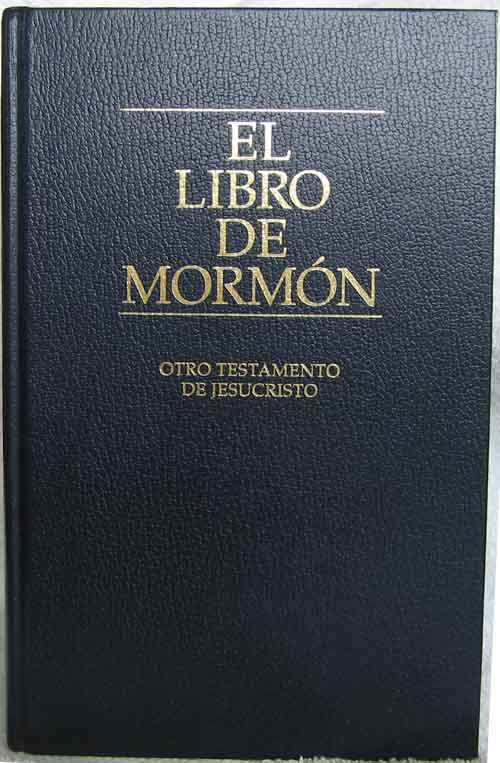
El Libro de Mormón

Estas iglesias se caracterizan por practicar o haber practicado ciertas doctrinas particulares ajenas a las demás denominaciones cristianas tales como la poligamia, el matrimonio celestial y el bautismo por los muertos.
La base de su doctrina la constituyen principalmente el Libro de Mormón y en segundo plano la Biblia y la recopilación denominada Doctrina y convenios. Otros textos, como el Libro de Abraham o la Traducción de la Biblia de Joseph Smith tienen aceptación mixta dentro del movimiento, siendo aceptados como escritura sagrada por algunas iglesias y rechazados por otras.[cita requerida]
Al movimiento también se le conoce como mormonismo y a sus miembros como mormones. Inicialmente usado de forma despectiva por sus detractores, los adherentes de La Iglesia de Jesucristo de los Santos de los Últimos Días habían adoptado el término, como el Coro del Tabernáculo Mormón o el Mormon Newsroom; sin embargo, su uso ha sido desalentado por esta iglesia en favor de otros términos como «miembros de La Iglesia de Jesucristo de los Santos de los Últimos Días».

## Mormonismo
El mormonismo es la tradición religiosa y la teología del movimiento de los Santos de los Últimos Días de cristianismo restauracionista, iniciado por Joseph Smith en el oeste del estado de Nueva York en las décadas de 1820 y 1830. Como rótulo, el mormonismo se ha aplicado a varios aspectos del movimiento de los Santos de los Últimos Días, si bien recientemente la Iglesia de Jesucristo de los Santos de los Últimos Días (Iglesia SUD) ha presionado para distanciarse de esta etiqueta. Un historiador, Sydney E. Ahlstrom, escribió en 1982: «Ni siquiera se puede estar seguro de si [el mormonismo] es una secta, un culto mistérico, una nueva religión, una iglesia, un pueblo, una nación o una subcultura estadounidense; de hecho, en diferentes momentos y lugares es todo esto a la vez». Con todo, académicos y teólogos dentro del movimiento de los Santos de los Últimos Días, incluyendo a Smith, han utilizado a menudo el término «mormonismo» para describir las enseñanzas y doctrinas únicas del movimiento.
Una característica prominente de la teología mormona es el Libro de Mormón, que se describe a sí mismo como una crónica de los antiguos pueblos indígenas de las Américas y su trato con Dios (véase Dios en el mormonismo). La teología mormona incluye creencias cristianas mayoritarias con modificaciones derivadas de la creencia en las revelaciones a Smith y otros líderes religiosos. Esto incluye el uso y la creencia en la Biblia y otros textos religiosos, incluyendo Doctrina y convenios y la Perla de Gran Precio. El mormonismo incluye doctrinas significativas sobre el matrimonio eterno, la progresión eterna, el bautismo por los muertos, la pureza sexual, la salud (especificada en la Palabra de Sabiduría), el ayuno y la observancia del domingo.
La teología en sí no es uniforme; ya al menos en 1831, y sobre todo después de la muerte de Smith, varios grupos se separaron de la Iglesia de Cristo que Smith fundó. Aparte de las diferencias sobre el liderazgo, estos grupos difieren significativamente respecto a sus posturas sobre la poligamia, que la Iglesia SUD con sede en Utah prohibió en 1890, y el trinitarismo, que la Iglesia SUD no afirma. La rama de la teología que trata de mantener la práctica de la poligamia es conocida como fundamentalismo mormón e incluye varias iglesias diferentes. Otros grupos afirman el trinitarismo, como la Comunidad de Cristo (anteriormente Iglesia reorganizada de Jesucristo de los Santos de los Últimos Días), y describen su doctrina como restauracionista cristiana trinitaria.
Mormonismo cultural es un término acuñado por los llamados mormones culturales, personas que se identifican con la cultura, especialmente presente en Utah e Idaho, pero que no se identifican necesariamente con la teología.

## Historia

### Joseph Smith y la Iglesia de Cristo
Los orígenes del mormonismo se remontan al 6 de abril de 1830 en la región occidental del estado de Nueva York, donde Joseph Smith fundó la Iglesia de Cristo, con el objetivo inicial de crear una Nueva Jerusalén en Nueva York, a la que llamaría Sion.[cita requerida]
Según Smith en 1820 en la localidad de Palmyra ubicada a unos ochenta kilómetros al norte de la ciudad de Nueva York, Dios y Jesucristo se aparecieron ante él para decirle que desaprobara y considerara como falsos todos los credos de las iglesias existentes hasta entonces. A este supuesto suceso actualmente se le conoce como Primera Visión. Smith también dijo que el 21 de septiembre de 1823 recibió una segunda visión, esta vez de un ángel llamado Moroni, el cual le indicó que sobre una colina cercana a Palmyra encontraría enterrados unos manuscritos en planchas de oro, los cuales serían un compendio de profetas pertenecientes a la América antigua. Tales escritos, supuestamente redactados en un idioma llamado egipcio reformado, fueron supuestamente traducidos por Smith gracias a unas piedras videntes denominadas Urim y Tumim. Este libro, titulado Libro de Mormón y según el cual Jesucristo habría visitado América después de su resurrección, constituye uno de los textos canónicos del movimiento. Smith, con la ayuda de Martin Harris, Oliver Cowdery y David Whitmer, publicó el libro por primera vez en 1830 en inglés. La primera traducción al castellano y otros idiomas apareció en 1886.
Entre 1832 y 1842, Smith escribió por lo menos cuatro relatos acerca de la «Primera Visión». Estos relatos son similares en muchos aspectos, pero difieren tanto en sus énfasis como en algunos detalles. El relato de 1838 fue publicado en el libro Perla de gran precio, otro de los libros de referencia de la Iglesia.

### Migraciones, luchas y escisión
En 1831 Smith y sus primeros fieles se mudaron a Kirtland, Ohio, y establecieron un asentamiento en el Condado de Jackson, Misuri, donde pensaban establecer sus cuarteles generales. Sin embargo, en 1833 los colonos de Misuri los expulsaron violentamente y los mormones fracasaron en su subsiguiente operación paramilitar para recuperar la tierra. A pesar de lo anterior, el movimiento consiguió expandirse durante un tiempo en Kirtland, pero debió irse de allí abruptamente en 1838, luego de un escándalo económico que provocó diversas desafecciones y por el cual Smith debió enfrentar varias demandas por enriquecimiento indebido y la creación de un banco ilegal. Smith reagrupó al resto de sus seguidores en un asentamiento denominado Far West, en Misuri, donde las tensiones con los antiguos colonos escalaron hasta llegar a conflictos violentos.
En 1839 los mormones se instalaron en la ribera del río Misisipi, donde fundaron la ciudad de Nauvoo, la cual comenzó a crecer rápidamente gracias al asentamiento de nuevos conversos traídos por los misioneros mormones. Por esta época, Joseph Smith comenzó a introducir la poligamia entre sus más allegados y a establecer nuevas ceremonias que supuestamente permitían a los justos convertirse en dioses.
Joseph Smith y su hermano Hyrum fueron asesinados el 27 de junio de 1844 mientras se encontraban detenidos en una cárcel de Carthage, Illinois. Debido a que Hyrum era el sucesor designado de Smith, se desató una crisis de sucesión que provocó varios cismas en la iglesia y de la que surgiría Brigham Young como líder de la mayoría de los mormones, primero radicado en Nebraska, y desde 1847 en Utah. Las principales ramas del movimiento que surgieron de esta escisión fueron las siguientes:
La doctrina de la poligamia impulsada originalmente por Smith se formalizó públicamente en 1852. Diez años después se comenzaron a promulgar en Estados Unidos diversas leyes en contra de esta práctica. En 1885, el estado de Idaho la prohibió, decisión ratificada por el Tribunal Supremo de los Estados Unidos en 1890. De este modo, los mormones perdieron su derecho a voto. Posteriormente, algunas iglesias mormonas, como la Iglesia de Jesucristo de los Santos de los Últimos Días, abandonaron oficialmente la poligamia, mientras que otras, como la Iglesia Fundamentalista de Jesucristo de los Santos de los Últimos Días, todavía la practican.

## Creencias

### Designación de miembros comosantos
Las creencias dentro de la Iglesia SUD con respecto a los santos son similares pero no exactamente iguales a las de la tradición protestante. En el Nuevo Testamento, santos son todos aquellos que han entrado en el pacto cristiano del bautismo. El calificativo «de los últimos días» se refiere a la doctrina de que los miembros están viviendo en los «últimos días», antes de la Segunda Venida de Cristo, y se utiliza para distinguir a los miembros de la iglesia, que se considera a sí misma como la restauración de la antigua iglesia cristiana. Por lo tanto, los miembros son llamados a menudo «Santos de los últimos días» o «SUD», y entre ellos, «santos».

### Restauración
El movimiento de los Santos de los Últimos Días se autoclasifica dentro del cristianismo, pero como una dispensación restaurada distinta. Los Santos de los Últimos Días sostienen que una Gran Apostasía comenzó en el cristianismo no mucho después de la ascensión de Jesús, marcada por la corrupción de la doctrina cristiana por parte de las filosofías griegas y otras, y la división de los fieles en diferentes grupos ideológicos. Además, los Santos de los Últimos Días afirman que el martirio de los apóstoles condujo a una pérdida de la autoridad sacerdotal para administrar la iglesia y sus ordenanzas.
Según las iglesias de los Santos de los Últimos Días, Dios restableció la Iglesia cristiana primitiva tal como se encuentra en el Nuevo Testamento a través de Joseph Smith. En particular, los Santos de los Últimos Días creen que ángeles como Pedro, Santiago, Juan y Juan el Bautista se aparecieron a Smith y a otros y les otorgaron varias autoridades sacerdotales. Así, Smith y sus sucesores son considerados profetas modernos que reciben revelación de Dios para guiar a la iglesia.

### Teología
La mayoría de los miembros de las iglesias de los Santos de los Últimos Días se adhieren al mormonismo, una teología basada en las enseñanzas posteriores de Joseph Smith y desarrollada por Brigham Young, James Strang y otros que afirmaron ser los sucesores de Smith. El término mormón deriva del Libro de Mormón, y la mayoría de estos seguidores se refieren a sí mismos como Santos de los Últimos Días o mormones. El mormonismo y el cristianismo tienen una compleja relación teológica, histórica y sociológica. Los mormones expresan las doctrinas del mormonismo utilizando terminología bíblica estándar, y afirman tener puntos de vista similares sobre la naturaleza de la expiación, la resurrección y la Segunda Venida de Jesús respecto a los del cristianismo tradicional. Sin embargo, los mormones coinciden con los no mormones en que su perspectiva de Dios es significativamente diferente de la perspectiva trinitaria del Credo de Nicea del siglo IV.
Los mormones consideran la Biblia como sagrada escritura, pero también han adoptado otras escrituras adicionales. Los mormones no solo practican el bautismo y celebran la eucaristía, sino que también participan en rituales religiosos que no se practican en el cristianismo tradicional. Aunque las distintas ramas del cristianismo tienen diversos puntos de vista sobre la naturaleza de la salvación, la perspectiva mormona es particularmente distinta.
Centrándose en las diferencias, algunos cristianos consideran que el mormonismo es «no cristiano»; los miembros de la Iglesia SUD, que se centran en las similitudes, se sienten ofendidos cuando se les caracteriza así. Los mormones no aceptan el bautismo no mormón. Los mormones hacen regularmente proselitismo dirigido a personas que pertenecen real o nominalmente a la tradición cristiana, y algunos cristianos, especialmente los evangélicos, hacen proselitismo hacia los mormones. La Iglesia SUD tiene un programa misionero formal con casi 70 000 misioneros, con 15 centros de formación y 407 misiones en todo el mundo. Un punto de vista académico prominente es que el mormonismo es una forma de cristianismo, pero es lo suficientemente distinto del cristianismo tradicional como para formar una nueva tradición religiosa, de manera similar a como el cristianismo tiene raíces en el judaísmo, pero es una religión distinta.
El mormonismo que se originó con Smith en la década de 1820 compartía fuertes similitudes con algunos elementos del cristianismo protestante del siglo XIX, como la necesidad del bautismo, el énfasis en la familia y la doctrina central sobre Cristo como medio de salvación. Sin embargo, a partir de sus relatos de la Primera Visión en las décadas de 1830 y 1840, Smith —que afirmó que Cristo le había dicho que no se uniera a ninguna iglesia existente— se apartó significativamente del cristianismo tradicional, afirmando que todas las iglesias de su época eran parte de una Gran Apostasía que había perdido la autoridad para dirigir la iglesia de Cristo. El mormonismo no se caracteriza a sí mismo como una religión protestante, ya que Smith enseñó que había recibido revelación directamente de Cristo para restaurar su iglesia original. Los mormones creen que Dios, a través de Smith y sus sucesores, restauró estas verdades y aclaraciones doctrinales, e iniciando una nueva dispensación celestial, restauró la iglesia original y el cristianismo enseñado por Jesús. Por ejemplo, Smith rechazó la doctrina nicena de la Trinidad como un solo cuerpo y sustancia, sin «cuerpo, partes o pasiones», y en su lugar enseñaba que la Divinidad incluía a Dios, el Padre Eterno, también conocido como Elohim; a su hijo unigénito en la carne, Jesucristo, también conocido como Jehová, el salvador y redentor del mundo; y al Espíritu Santo, un personaje individual en espíritu cuya influencia puede sentirse en muchos lugares a la vez. Además, Smith enseñaba que la esencia de todos los humanos es coeterna con Dios y que los humanos, como descendientes espirituales de Dios Padre, tenemos el potencial de llegar a ser como Dios. La Iglesia SUD, la mayor denominación mormona, si bien reconoce sus diferencias con la corriente principal del cristianismo, a menudo se centra en sus puntos comunes, que son muchos, el más importante de los cuales es que Cristo es el salvador del mundo y que sufrió por los pecados del mundo para que el penitente pueda volver a vivir en el cielo.
Una pequeña fracción de Santos de los Últimos Días, sobre todo los de la Comunidad de Cristo, la segunda denominación más grande de los Santos de los Últimos Días, siguen una teología protestante tradicional. La Comunidad de Cristo ve a Dios en términos trinitarios, y rechaza los desarrollos teológicos distintivos que creen que se han desarrollado posteriormente en el mormonismo.